# Buxières-lès-Villiers
Buxières-lès-Villiers là một xã thuộc tỉnh Haute-Marne trong vùng Grand Est đông bắc nước Pháp. Xã này nằm ở khu vực có độ cao trung bình 286 mét trên mực nước biển.